# Kerson Hadley
Kerson Hadley (* 22. Mai 1989 auf Ponape) ist ein mikronesischer Schwimmer, der 2008 und 2012 sein Heimatland bei Olympischen Sommerspielen vertrat.

## Leben und Karriere
Hadley wurde im Jahre 1989 auf der Hauptinsel Ponape, heute unter dem Namen Pohnpei bekannt, geboren, wo er auch aufwuchs und seine Schwimmkarriere startete. Bereits seit seiner Kindheit bzw. Jugend gehört er dem Pohnpei Swim Team an, bei dem er rund um seine Teilnahme an den Olympischen Spielen 2012 von Sweeter Daniel, die selbst einst eine erfolgreiche Schwimmerin war und ihr Heimatland bei den ersten Micronesian Games im Jahre 1969 vertrat, trainiert wurde. Während Hadleys Größe im Jahre 2008 noch mit 171 cm und sein Gewicht mit 50 kg angegeben wurde, kam man bei Abmessungen im Jahre 2012 auf eine Größe von 168 cm und auf ein Gewicht von 68 kg. Schon 2008 nahm er für sein Heimatland an der Disziplin 50 m Freistil teil, schied dort aber bereits in den Vorläufen mit einer Zeit von 25.34 aus, was ihm im Endklassement den 70. Platz von 97 Startern einbrachte. Damals trainierte er zusammen mit Schwimmkollegin Debra Daniel, der Tochter von Sweeter Daniel, für Olympia in einem lokalen Fluss, ehe er dank des Samsung-Oceania-Talent-Identification-Programms zu einem Intensivtraining für die Spiele nach Guam geholt wurde.
Hadley, der während seiner Olympiateilnahme 2008 die Pohnpei Island Central High School besuchte, war schon zu dieser Zeit ein erfolgreicher Schwimmer, der sein Heimatland an drei Kurzbahnweltmeisterschaften repräsentierte und auch bei anderen Wettbewerben erfolgreich war. So erhielt er bei den Micronesian Games 2006 auf Saipan, der größten Insel und Hauptstadt der Nördlichen Marianen, jeweils eine Gold- (200 m Rücken) und eine Silbermedaille (50 m Rücken) sowie drei Bronzemedaillen (100 m Schmetterling, 100 m Rücken und 50 m Freistil). Persönliche Bestleistungen erzielte er bei den Kurzbahnweltmeisterschaften 2008 in Manchester in den Disziplinen 50 m Schmetterling, 50 m Rücken, 50 m Brust und 50 m Freistil. Während der drei Monate Trainingszeit in Guam wurden den Athleten von der Oceania Foundation, die die Athleten unterstützt, 3.000 Dollar zur Verfügung gestellt. Bei den Micronesian Games 2010 schien Kerson Hadley nicht im Medaillenspiegel auf, wobei hingegen Debra Daniel mit sieben Gold- und sechs Silbermedaillen zur erfolgreichste Athletin ihres Heimatlandes wurde.
Auch 2012 qualifizierte sich Hadley für die gleiche Disziplin bei den Olympischen Spielen und repräsentierte sein Heimatland dabei zum bereits zweiten Mal in Folge. Obwohl er in den Vorläufen am 2. August in seiner Gruppe den ersten Platz erreichte, konnte er sich mit einer Zeit von 24.82 allerdings bei Weitem nicht für ein Weiterkommen im Wettbewerb qualifizieren. Dies war zugleich auch sein letzter Auftritt bei den Olympischen Sommerspielen 2012. Dennoch sicherte sich Hadley, der bereits sechs Wochen vor Beginn der Olympischen Spiele in Liverpool an einem von einem Londoner Organisationskomitee für die Olympischen und Paralympischen Spiele finanzierten Trainingscamp teilnahm, in diesem Vorlauf eine persönliche Bestleistung.